# Herzogtum Gleiwitz
Das Herzogtum Gleiwitz war ein Herzogtum in Schlesien. Es entstand 1337 durch Teilung des Herzogtums Beuthen-Cosel. Es wurde von den Schlesischen Piasten regiert und 1482 von König Matthias Corvinus erobert. Residenzort war die gleichnamige Stadt Gleiwitz (heute Gliwice in Oberschlesien in Polen).

## Geschichte
Das Gebiet von Gleiwitz gehörte zunächst zum Herzogtum Oppeln, das nach dem Tod des Herzogs Wladislaus I. 1281 unter dessen vier Söhne geteilt wurde. Dadurch gelangte es an das neu begründete Herzogtum Beuthen. Ab 1327 war es im Pfandbesitz des Ratiborer Herzogs Lestko und fiel nach dessen Tod 1336 an Beuthen zurück. Vermutlich 1337 wurde es aus dem Herzogtum Beuthen für Herzog Ziemowit ausgegliedert, der als Herzog von Gleiwitz urkundete. Er starb nach 1342, und sein Gebiet wurde wieder mit dem Herzogtum Beuthen vereint.

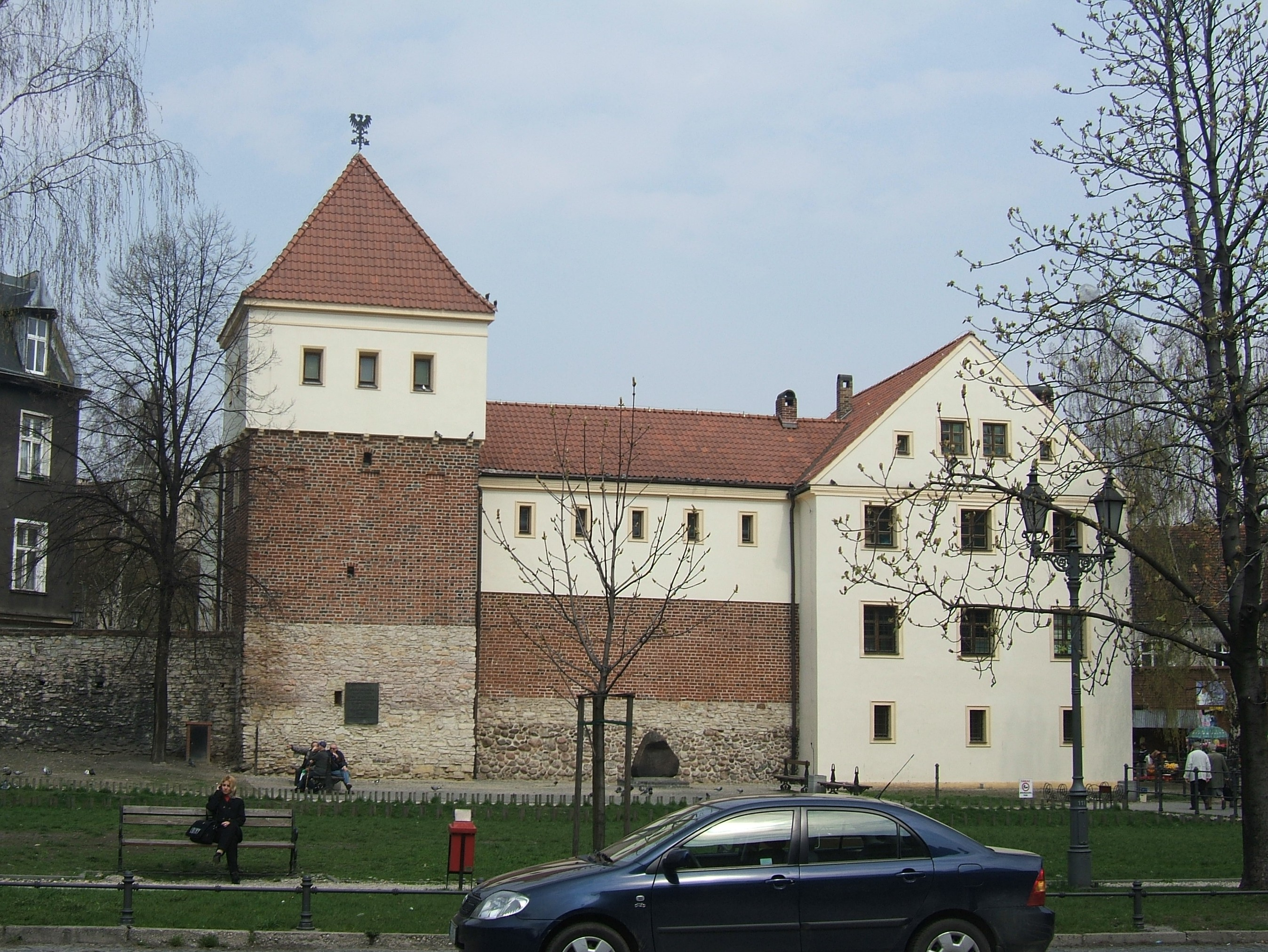
Schloss Gleiwitz

Bei der Zweiteilung des Herzogtums Beuthen-Cosel nach dem Erlöschen des Beuthener Zweigs der Schlesischen Piasten 1355 gelangte Gleiwitz an den Teschener Herzog Przemislaus. Noch zu seinen Lebzeiten übertrug er es seinem gleichnamigen Sohn Przemislaus von Auschwitz, der jedoch noch vor seinem Vater 1406 starb. 
Ein weiteres Mal entstand das Teilfürstentum Gleiwitz 1465, als es vom Auschwitzer Herzog Johann IV. erworben wurde, der in Gleiwitz residierte und es bis 1482 hielt. Danach wurde Gleiwitz von König Matthias Corvinus erobert, der es seinem Landeshauptmann von Oberschlesien, Johann Bjelik von Kornitz, übertrug. Nach dessen Absetzung erwarb es der böhmische Oberhofmeister Wilhelm II. von Pernstein und 1498 der Oppelner Herzog Johann II., der es mit seinem Herzogtum verband. Da mit ihm der Oppelner Zweig der Schlesischen Piasten erlosch, fiel Gleiwitz nach dessen Tod 1532 zusammen mit Oppeln als erledigtes Lehen an die Krone Böhmen.

## Herrschaft Gleiwitz
Der nun landesherrliche Besitz des ehemaligen Herzogtums Gleiwitz wurde 1558 von Kaiser Ferdinand I. in seiner Eigenschaft als König von Böhmen zusammen mit neun umliegenden Dörfern als Herrschaft Gleiwitz an Friedrich von Czettritz und drei Jahre später an die Stadt Gleiwitz selbst verpfändet. Nachdem die Stadt 1593 die Herrschaft Gleiwitz von Rudolf II. erwarb, wurde sie Immediatstadt und zugleich Inhaberin der zur Herrschaft gehörigen Dörfer.